# Film in 1980
Dit artikel gaat over de film in het jaar 1980.

## Succesvolste films
De tien films uit 1980 die het meest opbrachten.
| Rang | Titel                                         | Distributeur       | Opbrengst wereldwijd |
| ---- | --------------------------------------------- | ------------------ | -------------------- |
| 1    | Star Wars: Episode V: The Empire Strikes Back | 20th Century Fox   | $ 547.870.454        |
| 2    | The Blues Brothers                            | Universal Pictures | $ 115.229.890        |
| 3    | Superman II                                   | Warner Bros.       | $ 108.185.706        |
| 4    | 9 to 5                                        | 20th Century Fox   | $ 103.290.500        |
| 5    | Stir Crazy                                    | Columbia Pictures  | $ 101.300.000        |
| 6    | Airplane!                                     | Paramount Pictures | $ 83.453.539         |
| 7    | Any Which Way You Can                         | Warner Bros.       | $ 70.687.344         |
| 8    | Private Benjamin                              | Warner Bros.       | $ 69.847.348         |
| 9    | Coal Miner's Daughter                         | Universal Pictures | $ 67.182.787         |
| 10   | Smokey and the Bandit II                      | Universal Pictures | $ 66.132.626         |

## Lijst van films
- Airplane!
- Altered States
- American Gigolo
- Anita
- Any Which Way You Can
- Atlantic City
- La Banquière
- Barnens ö
- Bekende gezichten, gemengde gevoelens
- De bende van hiernaast
- The Big Brawl
- Blinded by the Light
- The Blue Lagoon
- The Blues Brothers
- Bon Voyage, Charlie Brown (and Don't Come Back!!)
- Breaker Morant
- Bronco Billy
- Brubaker
- Caddyshack
- Cannibal Holocaust
- Captain Scarlet vs the Mysterons
- The Chain Reaction
- The Changeling
- Coal Miner's Daughter
- Cruising
- Le Dernier Métro
- Dirty Picture
- Dressed to Kill
- The Elephant Man
- Het einde van de reis
- Fame
- The Fiendish Plot of Dr. Fu Manchu
- The Final Countdown
- Flamingo Road
- Flash Gordon
- The Fog
- The Formula
- Friday the 13th
- Gamera: Super Monster
- Gloria
- The Gods Must Be Crazy
- Hangar 18
- He Knows You're Alone
- The Hearse
- Heaven's Gate
- Herbie Goes Bananas
- The Jazz Singer
- Kagemusha
- Laat de dokter maar schuiven
- Lieve jongens
- The Life and Times of Rosie the Riveter
- Little Darlings
- Little Miss Marker
- The Long Riders
- Loulou
- Mon oncle d'Amérique
- La Mort en direct
- Nine to Five (ook bekend als 9 to 5)
- The Nude Bomb
- Ordinary People
- Pim
- Popeye
- Private Benjamin
- Prom Night
- Raging Bull
- Return of the Secaucus 7
- The Return of the King
- Revenge of the Mysterons from Mars
- Rough Cut
- Saturn 3
- Seems Like Old Times
- The Shining
- Simon
- Smokey and the Bandit II
- Somewhere in Time
- Spetters
- Star Wars: Episode V: The Empire Strikes Back
- Stardust Memories
- Stir Crazy
- Superman II
- Het teken van het beest
- L'uomo puma
- Verdronken Land
- De Verjaring
- Virus
- The Watcher in the Woods
- De Witte van Sichem
- Xanadu
- Zombi Holocaust

1870-1879 · 1880-1889 · 1890 · 1891 · 1892 · 1893 · 1894 · 1895 · 1896 · 1897 · 1898 · 1899 · 1900 · 1901 · 1902 · 1903 · 1904 · 1905 · 1906 · 1907 · 1908 · 1909 · 1910 · 1911 · 1912 · 1913 · 1914 · 1915 · 1916 · 1917 · 1918 · 1919 · 1920 · 1921 · 1922 · 1923 · 1924 · 1925 · 1926 · 1927 · 1928 · 1929 · 1930 · 1931 · 1932 · 1933 · 1934 · 1935 · 1936 · 1937 · 1938 · 1939 · 1940 · 1941 · 1942 · 1943 · 1944 · 1945 · 1946 · 1947 · 1948 · 1949 · 1950 · 1951 · 1952 · 1953 · 1954 · 1955 · 1956 · 1957 · 1958 · 1959 · 1960 · 1961 · 1962 · 1963 · 1964 · 1965 · 1966 · 1967 · 1968 · 1969 · 1970 · 1971 · 1972 · 1973 · 1974 · 1975 · 1976 · 1977 · 1978 · 1979 · 1980 · 1981 · 1982 · 1983 · 1984 · 1985 · 1986 · 1987 · 1988 · 1989 · 1990 · 1991 · 1992 · 1993 · 1994 · 1995 · 1996 · 1997 · 1998 · 1999 · 2000 · 2001 · 2002 · 2003 · 2004 · 2005 · 2006 · 2007 · 2008 · 2009 · 2010 · 2011 · 2012 · 2013 · 2014 · 2015 · 2016 · 2017 · 2018 · 2019 · 2020 · 2021 · 2022 · 2023 · 2024 · 2025